# Zaz (álbum)
Zaz es el primer álbum de estudio de la cantante francesa Isabelle Geffroy, más conocida por su nombre artístico Zaz. El álbum fue publicado el 10 de mayo de 2010 bajo el sello discográfico Play On.
El álbum fue comercialmente bien recibido en Francia, con 1,1 millones de ejemplares vendidos, mientras que en el resto del mundo había alcanzado 845 000 a finales de 2012. El álbum ha conseguido además ser doble disco de diamante en Bélgica (francófona), doble disco de diamante en Francia, disco de platino en Alemania, Suiza y Polonia, y disco de oro en Austria.
Hubo cuatro singles que se extrajeron del álbum a modo de promoción: Je veux, Le long de la route, La fée y Éblouie par la nuit.
La canción Éblouie par la nuit ilustra una escena de la película estadounidense Dead Man Down (La venganza del hombre muerto) del danés Niels Arden Oplev, con Colin Farrell, Noomi Rapace e Isabelle Huppert.

## Carátula del álbum
La caja del álbum representa a Zaz sentada junto a la verja metálica bajada de un comercio. Sobre la verja metálica de color oscuro, está escrito con letras blancas el nombre de la cantante, mientras ella viste con una camiseta negra sin mangas, un pantalón rojo de tartán y un fular turquesa sobre la cabeza sujetando su cabello. Con los pies desnudos, Zaz mira hacia la izquierda de la carátula. 

## Lista de canciones
| N.º | Título                     | Escritor(es)                                      | Duración |  |
| 1.  | «Les passants»             | Isabelle Geffroy, Trys                            | 3:33     |  |
| 2.  | «Je veux»                  | Kerredine Soltani, Tryss                          | 3:37     |  |
| 3.  | «Le long de la route»      | Isabelle Geffroy, Mickaël Geraud                  | 3:37     |  |
| 4.  | «La fée»                   | Raphaël Haroche                                   | 2:53     |  |
| 5.  | «Trop sensible»            | Isabelle Geffroy                                  | 4:00     |  |
| 6.  | «Prends garde à la langue» | Isabelle Geffroy, Dino Cirone                     | 3:41     |  |
| 7.  | «Ni oui ni non»            | Isabelle Geffroy, Kerredine Soltani, Vivian Roost | 3:31     |  |
| 8.  | «Port coton»               | Raphaël Haroche                                   | 2:56     |  |
| 9.  | «J'aime à nouveau»         | Isabelle Geffroy, Mickaël Geraud                  | 3:50     |  |
| 10. | «Dans ma rue»              | Jacques Datin                                     | 4:40     |  |
| 11. | «Éblouie par la nuit»      | Raphaël Haroche                                   | 2:40     |  |